# قائمة المجلات في مصر
فيما يلي قائمة غير كاملة من المجلات الحالية والسابقة في مصر. قد يتم نشرها باللغة العربية أو بلغات أخرى. تاريخ المجلات المصرية طويل، ويعود تاريخه إلى تسعينيات القرن التاسع عشر. تضمنت المجلات الأولى أيضًا المجلات النسائية بالإضافة إلى تلك المنشورة باللغة التركية من 1828 إلى 1947. نشرت أول مجلة للأطفال في عام 1893.
في عام 2014 ، تم وصف سوق المجلات في البلاد بأنه أحد الأسواق الأقل نموًا وأصغر حجمًا.

## أ
- الأرغول - (1877)
- أبو نظارة - (1984)
- أدب ونقد - (1984)
- الأهالي - (1894)
- أخبار الأدب - (1993)
- آخر ساعة (مجلة) - (1877)
- الأهرام العربي - (1997)
- الأهرام الإقتصادي - (1958)
- الأهرام الرياضي - (1990)
- الأهرام ويكلي - (1991)
- أنيس الجليس (مجلة) - (1898)
- الجامعة
- أبولو (مجلة)
- الهلال
- الموساور
- أبوللو - (1932)
- السياسة الدولية
- المراقب العربي
- التقرير الغرب العربي
- أركيك الشهري
- أريف الشهري
- الزهور
- أخبار الأدب (جريدة)
- أريك
- أرتميس (مجلة)
- أكتوبر
- آخر ساعة (مجلة) - (1934)

## ب
- جريدة البيان
- الأعمال الشهرية

## ت
- تين ستف
- توك توك

## ج
- مجلة الجامعة

## ح
- حواء

## خ
مجلة خدمة الأخبار الدينية من العالم العربي

## د
- مجلة دار العلوم

## ر
- روز اليوسف
- الرسالة (مجلة) - (1933)
- الراوي

## ز
- مجلة الزمالك
- مجلة الزهور

## ض
- الضياء (جريدة مصرية) - (1898)

## ع
- العروس
- الأعمال اليوم مصر
- العلم - (1926)

## ف
- مجلة الفتات
- مجلة الفقهاء

## ك
- مجلة الكاتب المصري
- كايرو 360

## ل
لور (1909–1941)

## م
- مجلة المعرفة
- مجلة المقتطف
- المنار
- المراقب العربي
- مصر اليوم
- المصرية

## ن
- نصف الدنيا

## و
- وجه نزار

## إ
- إبداع